# Saint-Loup-en-Comminges
Saint-Loup-en-Comminges là một xã ở tỉnh Haute-Garonne vùng Occitanie tây nam nước Pháp. Xã Saint-Loup-en-Comminges nằm ở khu vực có độ cao trung bình 420 mét trên mực nước biển.
Sông Gesse chảy theo hướng đông đông bắc qua phía đông nam của xã, tạo thành một phần ranh giới phía đông.